# Takuma Edamura
Takuma Edamura (Shizuoka, 16 november 1986) is een Japans voetballer.

## Carrière
Takuma Edamura speelde tussen 2005 en 2012 voor Shimizu S-Pulse. Hij tekende in 2012 bij Cerezo Osaka.